# Бичичера (Варезе)
Бичичера је насеље у Италији у округу Варезе, региону Ломбардија.
Према процени из 2011. у насељу је живело 249 становника. Насеље се налази на надморској висини од 305 м.